# Federacja Anarchistyczna (Francja)

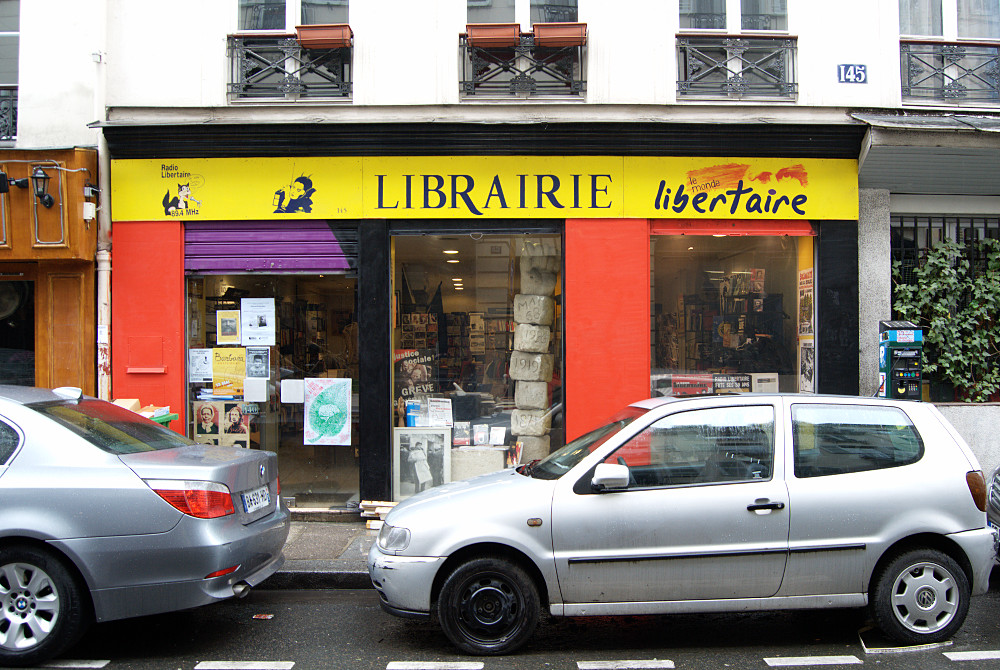
Księgarnia prowadzona przez Fédération Anarchiste

Federacja Anarchistyczna, fr. Fédération Anarchiste – działająca na terenie Francji, Belgii oraz Szwajcarii federacja grup anarchistycznych istniejąca od 1953. Należy do Międzynarodówki Federacji Anarchistycznych. 

## Opis
Pod koniec II wojny światowej, 15 stycznia 1944, bojownicy Unii Anarchistycznej i Francuskiej Federacji Anarchistycznej wspólnie opracowali statut nowej Federacji Anarchistycznej (FA), który został zatwierdzonej na spotkaniu w Agen w dniach 29 i 30 października. W 1950, wewnątrz Federacji Anarchistycznej, powstała tajna grupa o nazwie Organisation Pensée BataillePensée (OPB), którą kierował Georges Fontenis. OPB naciskało na FA, aby ta zmieniła nazwę na Fédération communiste libertaire (FCL), co finalnie nastąpiło podczas kongresu w Paryżu w 1953. Wówczas z federacji odeszło wielu jej członków i utworzyło nową Federację Anarchistyczną, która istnieje do dzisiaj.
FA Publikuje cotygodniowy Le Monde libertaire i prowadzi stację radiową o nazwie Radio libertaire.